# زیست‌فناوری گیاهی
زیست‌فناوری گیاهی به معنای فن علمی وفق دادن گیاهان برای اهداف خاص است.

## تعاریف
۱. استفادهٔ تلفیقی از علوم زیست‌شیمی، میکروبیولوژی و مهندسی به منظور نائل شدن به استفاده صنعتی از قابلیت‌های میکروارگانیسم‌ها، سلول‌های بافت کشت شده و اجزاء متعلق به آن‌ها
۲. استفادهٔ کنترل شده از عوامل بیولوژیکی از قبیل میکروارگانیسم‌ها یا اجزاء سلولی برای استفاده مفید

## کاربرد
برخی از کاربردهای زیست‌فناوری به صورت زیر قابل تعریف است:
- تولید انسولین در گیاهان زراعی
- انتخاب گیاهان جهش‌یافته از یک گونه و رسیدن به یک رقم جدید
- تراریزش گیاهان: به عنوان مثال بذر گیاه برنج غذای بیشتر مردم دنیا که بیشتر آن‌ها فقیر نیز هستند را تشکیل می‌دهد که اصلاح سنتی به دلیل زمان بر بودن و بازدهی کمتر نسبت به دانش زیست‌فناوری، قادر به افزایش کیفی و کمی محصول برنج نمی‌باشد که این نیاز را می‌توان به کمک تراریزش به واسطه اگروباکتریوم که پیش شرط آن بافت پینه یا کالوس است مرتفع نمود.[۱]
- ازدیاد گیاهان یکسان و بدون تفرقه‌صفات با تکنیک کشت بافت[۲][۳]
- تولید مواد موثره یا متابولیت‌های ثانویه با استفاده از تکنیک کشت سوسپانسیون سلولی[۴]

## بیوتکنولوژی کشاورزی در ایران
ایران با دستیابی به دانش «پروتکل تولید انبوه پایه‌های سیب مالینگ از طریق کشت بافت» جزو ۷ کشور دنیا قرار گرفته و در بین ۱۰ کشور عضو اکو نیز کشور ایران بهترین شرایط بیوتکنولوژی کشاورزی منطقه را دارا می‌باشد و به همین جهت نیز پژوهشکده بیوتکنولوژی کشاورزی ایران به عنوان مرکز هماهنگ‌کننده شبکه بیوتکنولوژی‌های کشاورزی کشورهای عضو اکو برگزیده شده و دبیرخانه آن نیز در این پژوهشکده مستقر می‌باشد. براساس گزارشی در آذر ۱۳۸۸، پژوهشکده بیوتکنولوژی کشاورزی ایران در تولید علم و نسبت مقالات منتشر شده در مجلات معتبر بین‌المللی (ISI) به تعداد پژوهشگر بر اساس ارزیابی‌های وزارت علوم، تحقیقات و فناوری ایران در رتبه اول ایران قرار گرفته‌است.